# Anthrax trimaculatus
Anthrax trimaculatus är en tvåvingeart som beskrevs av Macquart 1848. Anthrax trimaculatus ingår i släktet Anthrax och familjen svävflugor. Inga underarter finns listade i Catalogue of Life.